# 东阿阿胶
東阿阿膠股份有限公司，簡稱東阿阿膠，前身為山東聊城東阿阿膠廠，1952年建廠，1993年由國有企業改組為股份制企業。1996年成為上市公司，同年7月29日「東阿阿膠」A股股票在深交所掛牌上市（深交所：000423），是中國最大的阿膠及系列產品生產企業。2008年被華潤集團旗下的華潤醫藥收購。

### 经营状况
东阿阿胶股份有限公司1952年建厂，1993年由国有企业改组为股份制企业，1996年在深交所挂牌上市，隶属央企华润集团，为全国最大的阿胶及系列产品生产企业，是高新技术企业、创新型企业、非物质文化遗产东阿阿胶制作技艺代表性传承人企业、中医药文化宣传教育基地、健康旅游基地示范企业。现有员工4,800余人，总资产RMB 127.6亿，品牌价值RMB371.34亿。

## 产品与服务

### 核心产品
东阿阿胶核心产品主要包括“阿胶”（中药/非处方药），“复方阿胶浆”（中成药/口服液）与“桃花姬”阿胶糕（保健食品）。

### 工业旅游
近年来，东阿阿胶股份有限公司在现任CEO秦玉峰的带领下，将工业生产与旅游业相结合，形成了以东阿阿胶体验工厂、中国阿胶博物馆、毛驴博物馆等为核心的东阿阿胶体验养生旅游。
①东阿阿胶·体验工厂
东阿阿胶·体验工厂是东阿阿胶工业旅游项目中的核心区域，由迪士尼和环球影城共同设计打造的工业旅游体验平台，创造了国家5A级工业旅游标准的旅游新模式。主要体验项目包括幻影剧场、阿胶探秘长廊、阿胶4D体验馆、飞行影院、金屋藏胶馆、智能化胶库和七星岛等。该区域，将生产场景融入互动体验，让游客在胶香弥漫中感受千年阿胶的生产工艺和流程；用现代高科技诠释文化，融合智能机器人、全息投影、4D等多媒体技术演绎千年阿胶风采。
②中国阿胶博物馆
中国阿胶博物馆始建于2002年，是中国首家以单一中药品种为主题的专题性博物馆，也是中国国内唯一的阿胶博物馆，现为国家AAAA级景区、全国中医药文化科普教育基地，馆藏面积1400平方米，广泛收集了与阿胶相关的人物典籍、字画、年代阿胶等上千件文物，利用实物和影像展示、实景模拟等形式，讲述阿胶的发展史。
③毛驴博物馆
毛驴博物馆是中国唯一一座以毛驴为主题的博物馆，建筑面积约1220平方米，分为序厅、远古走来、驴背之上、驴业之链与艺术之驴五个部分，讲述毛驴在历史长河中，由奇畜到役用的历史角色转变，重点展示了毛驴起源、进化及现代毛驴产业发展的新理念新价值。

### 学术活动
①冬至阿胶滋补节
为了传承中华传统养生文化的精髓，倡导“奉阴者寿”的养生理念，使更多的人了解冬季滋补的重要性。自2007年开始至今，每年冬至时节，即12月22日，东阿阿胶在阿胶圣地—东阿县举办阿胶滋补节。截止到2018年冬至，阿胶滋补节已经成功举办了十二届。
②全国中医膏方交流大会
自2009年开始，由中华中医药学会等单位主办，由东阿阿胶股份有限公司等单位联合承办全国中医膏方交流大会。举办此类交流大会，旨在加强各地方有关中医膏方的学术交流，探讨中医膏方在中医临床中的应用。截至2019年6月，全国中医膏方交流大会已成功举办十届。
③中国驴业发展大会
自2015年起，东阿阿胶联合中国畜牧业协会等单位连年参与承办或协办中国驴业发展大会。搭建驴业发展大会平台，旨在分享毛驴产业的新观念，研讨毛驴产业发展新模式，分享国际智慧，共谋驴业发展。截至2019年6月，中国驴业发展大会已成功举办四届。

## 外部連結
- 东阿阿胶股份有限公司官方網站 （页面存档备份，存于）
- 东阿阿胶的新浪微博